# Индустријска зона Бачла (Болцано)
Индустријска зона Бачла је насеље у Италији у округу Болцано, региону Трентино-Јужни Тирол.
Према процени из 2011. у насељу је живело 59 становника. Насеље се налази на надморској висини од 1024 м.